# Cognac-la-Forêt
Cognac-la-Forêt är en kommun i departementet Haute-Vienne i regionen Nouvelle-Aquitaine i västra Frankrike. Kommunen ligger i kantonen Saint-Laurent-sur-Gorre som tillhör arrondissementet Rochechouart. År 2022 hade Cognac-la-Forêt 1 199 invånare.

## Befolkningsutveckling
Antalet invånare i kommunen Cognac-la-Forêt
| Referens: INSEE |